# 요시노-구마노 국립공원

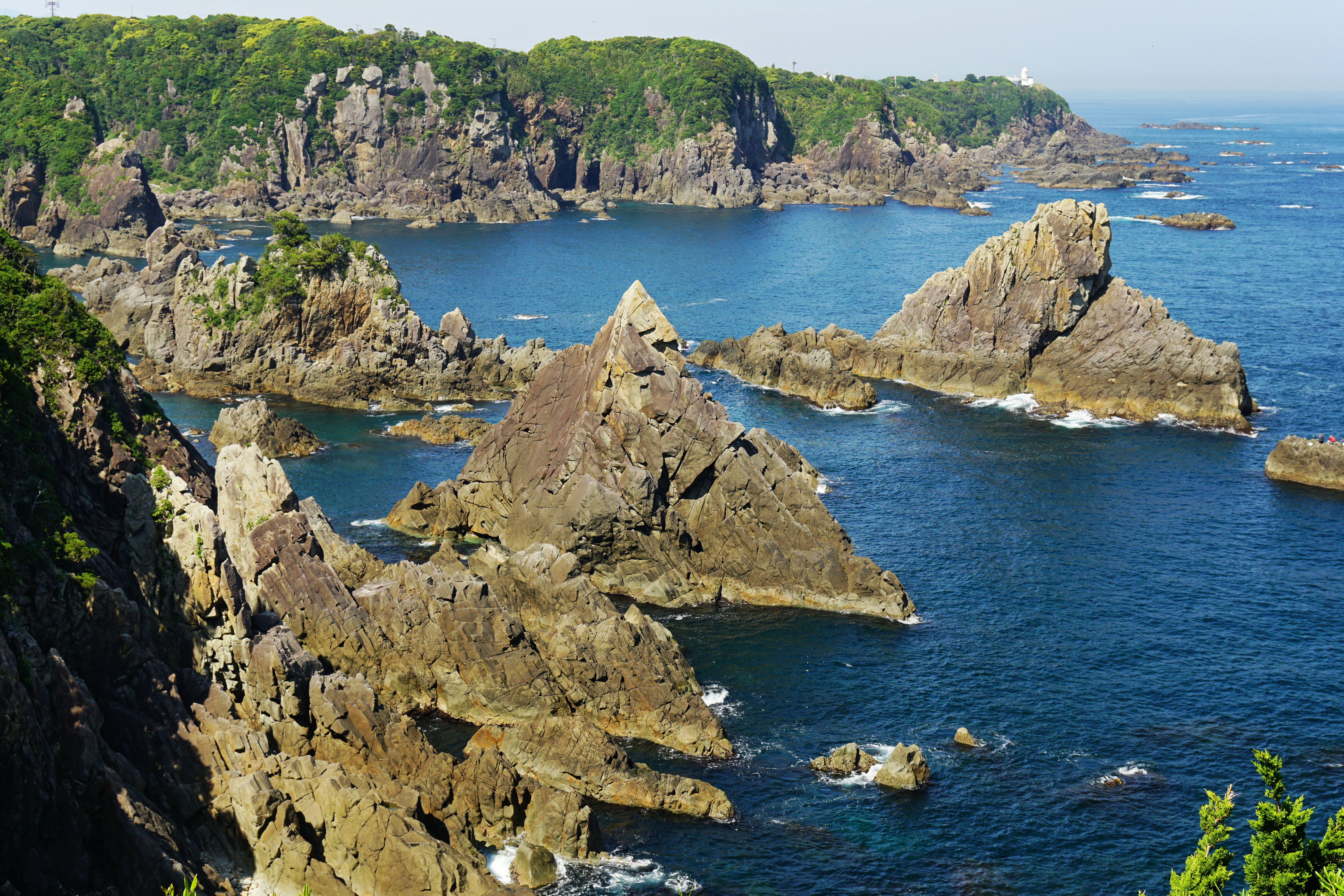

요시노-구마노 국립공원(吉野熊野国立公園)은 일본 혼슈 긴키 지방에 있는 국립공원이다. 총 면적은 597.98km2이다. 1936년 2월 1일에 국립공원으로 지정되었고 2004년에 유네스코 세계유산으로 지정되었다.
국립공원 최북단의 요시노라고 불리는 곳은 벚꽃 풍경으로 유명한 장소이다.

## 같이 보기
- 일본의 국립공원